# Martin Knosp
Martin Knosp (* 7. Oktober 1959 in Renchen) ist ein ehemaliger deutscher Freistilringer und Weltmeister 1981 im freien Stil im Weltergewicht

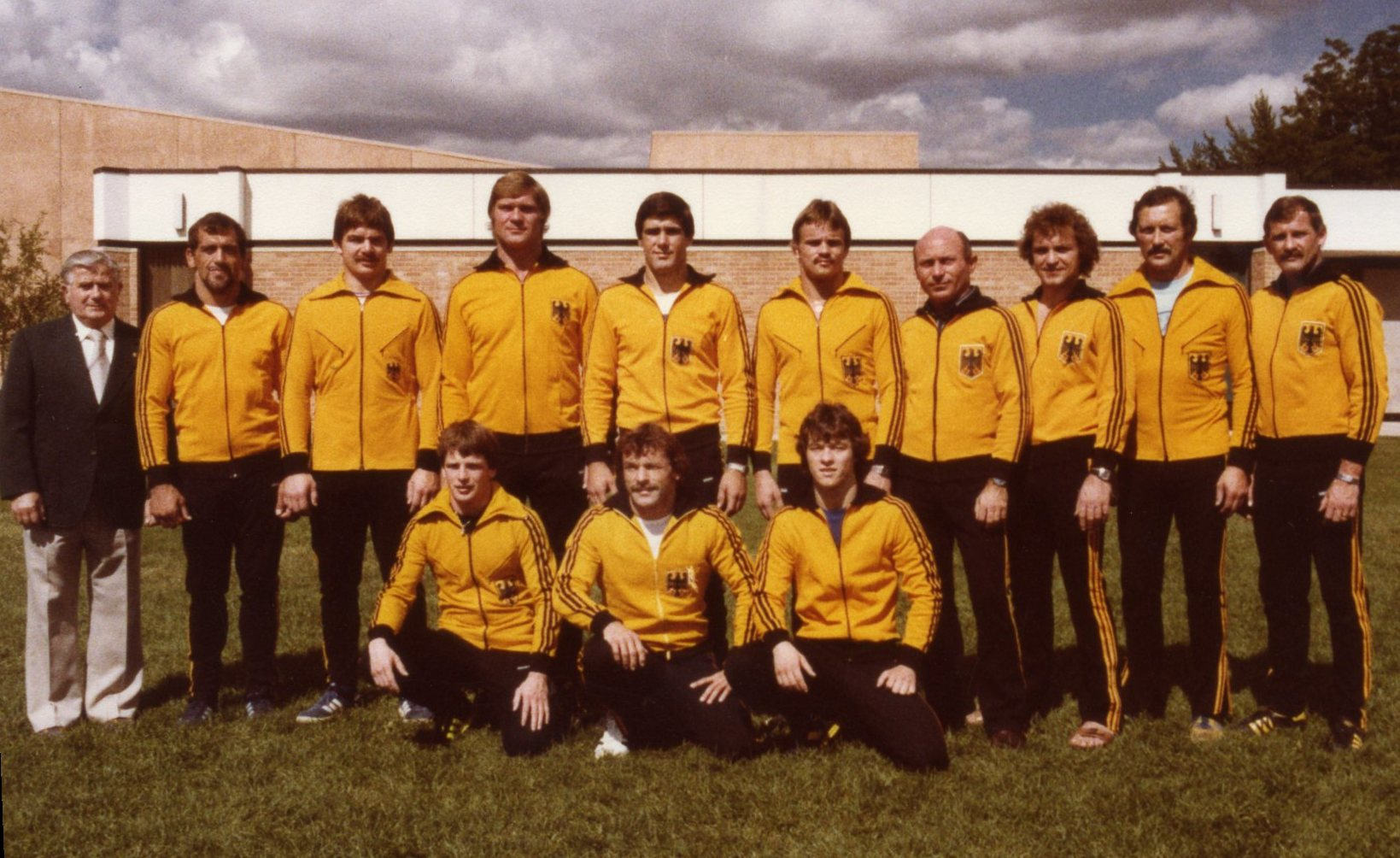
Deutsche Nationalmannschaft Freistilringen 1978 (Martin Knosp in der hinteren Reihe, Fünfter von links)

## Werdegang
Martin Knosp begann als Schüler beim ASV Urloffen mit dem Ringen. Der hochtalentierte Sportler wurde mit 12 Jahren 1972 deutscher Schülermeister im Freistilringen in der Klasse bis 37 kg Körpergewicht. Unter Anleitung seines Trainers Siegfried Stöckel entwickelte er sich stetig weiter und wurde in den folgenden Jahren dreimal deutscher Jugendmeister und viermal deutscher Juniorenmeister.
Auch im internationalen Bereich war er als Junior erfolgreich und belegte bei den Juniorenweltmeisterschaften in Las Vegas den 3. Platz im Weltergewicht und wurde 1978 Junioreneuropameister im finnischen Oulu. 1979 wollte er auch bei den Juniorenweltmeisterschaften in Ulaanbaatar starten, die mongolischen Behörden verhinderten jedoch die Einreise, indem sie Martin kein Visum ausstellten.
Knosp war ein technisch hochversierter und ungemein schneller Ringer, der ständig vorwärtsging und seinen Gegnern keine Verschnaufpause ließ.
Bei seinem ersten Start im Seniorenbereich wurde er in Bukarest Vizeeuropameister im Weltergewicht. Die Finalisten in dieser Gewichtsklasse Martin Knosp, Alexandar Nanew aus Bulgarien und Mussan Abdul-Muslimow aus der Sowjetunion besiegten sich gegenseitig, aber Abdul-Muslimow hatte das beste Punkteverhältnis aus den Vorkämpfen und wurde so Europameister. Auch bei den Weltmeisterschaften des gleichen Jahres in San Diego gewann der 19-jährige Knosp die Silbermedaille. Er besiegte fünf Gegner und unterlag im Finale Leroy Kemp aus den USA.
1980 wurde Knosp erstmals Europameister mit Schultersiegen über Hannu Övermark aus Finnland in 34 Sekunden, über Riccardo Niccolini aus Italien in 58 Sekunden, über Rudolf Marro aus der Schweiz in 118 Sekunden und über Reinhold Steingräber aus der DDR in 66 Sekunden. Er bestätigte damit seinem Namen als „Sprinter auf der Ringermatte“, den der bekannte Sportjournalist Karl Adolf Scherer geprägt hatte. Lediglich im Finale gegen den sowjetischen Sportler Guren Makarasaschwili musste er über die volle Kampfzeit gehen, gewann aber mit 12:8 Punkten. An den Olympischen Spielen 1980 in Moskau nahm er aufgrund des Boykotts durch die Bundesregierung nicht teil.
Bei den Europameisterschaften 1981 in Łódź verletzte er sich im Kampf gegen den Tschechen Holoubek und war im Poolfinale gegen den sowjetischen Sportler Elbrus Korojew nicht im Vollbesitz seiner Kräfte, so dass er eine 1:4-Punktniederlage erlitt. Wieder gesund, besiegte Martin bei den Weltmeisterschaften des gleichen Jahres in Skoplje alle Gegner, einschließlich Leroy Kemp und wurde Weltmeister.
1982 gewann Knosp in Warna seinen zweiten Europameisterschaftstitel. Im Finale bezwang er den Finnen Pekka Rauhala mit 11:0 Punkten. Bei den Weltmeisterschaften des gleichen Jahres ging er wegen beruflichen Stresses und damit verbundenen Trainingsrückstandes nicht gut vorbereitet an den Start. Die Folge waren zwei Niederlagen gegen Alexandar Nanew und Leroy Kemp, die sein frühes Ausscheiden zur Folge hatten.
1983 hatte er bei den Europameisterschaften in Budapest verletzte er sich in seinem ersten Kampf gegen den Rumänen Tamaduianu und konnte nicht mehr weiterringen. Bei den Weltmeisterschaften 1983 in Kiew war er wieder einigermaßen hergestellt, verlor aber in seinem Poolfinale gegen den neuen US-amerikanischen Ringerstar David Schultz nach Punkten, gewann aber noch die Bronzemedaille. Vor dem Rückflug von Kiew in die BRD mussten er und sein Bruder Erwin sich bei einer Kontrolle bis auf die Unterhose entkleiden und Martin Knosp musste eine Fußbandage entfernen, damit sich die „Organe“ überzeugen konnten, dass er kein Staatseigentum außer Landes bringen wollte.
Bei den Europameisterschaften 1984 in Jönköping brillierte Knosp mit vier schnellen Siegen über starke Gegner, fand aber im Endkampf gegen den sowjetischen Sportler Taram Magomedow keine Einstellung und lag schon mit 0:11 Punkten in Rückstand, ehe er nach 2:02 Minuten sogar geschultert wurde. Bei den Olympischen Spielen in Los Angeles kämpfte sich Martin mit fünf überlegenen Siegen in das Finale, wo er wieder auf Dave Schultz traf. Der Amerikaner schlug eine sehr harte Gangart ein, die Martin eine blutige Augenbrauenverletzung einbrachte. Letztlich gewann Schultz mit 4:1 Punkten, so dass sich Martin Knosp mit der Silbermedaille zufriedengeben musste.
Seine letzten internationalen Meisterschaften bestritt Martin Knosp 1985 bei den Europameisterschaften in Leipzig. Er unterlag dabei im Poolfinale gegen den Bulgaren Padarew und gewann die Bronzemedaille.
Danach beendete er seine Ringerlaufbahn auf internationaler Ebene mit 26 Jahren, um an seinem beruflichen Fortkommen zu arbeiten.
Der gelernte Kaufmann Martin Knosp lebt heute in Urloffen und ist verheiratet. Er hat einen Sohn, Thomas, der auch ein erfolgreicher Ringkämpfer geworden ist. Beruflich ist Martin Knosp als Beamter im Landratsamt Ortenau tätig. Er ist zudem als Funktionär nach wie vor im Ringkampfsport engagiert und ist derzeit Präsident des SBRV (Südbadischer Ringer Verband e. V.)

## Internationale Erfolge
(OS = Olympische Spiele, WM = Weltmeisterschaften, EM = Europameisterschaften, F = Freistil, Fe = Federgewicht, Le = Leichtgewicht, We = Weltergewicht, Mi = Mittelgewicht, damals bis 62 kg, 68 kg, 74 kg und 82 kg Körpergewicht)
- 1977, 1. Platz, Großer Preis der BRD in Freiburg im Breisgau, F, Le, vor Eberhard Probst, DDR, Joe Gilligan, Großbritannien, Kurt Gansserich, BRD, Esmail Meron, Israel und Gerald Brauer, DDR;
- 1977, 3. Platz, Junioren-WM in Las Vegas, F, W, hinter Chusello, USA und Guren Makarasaschwili, UdSSR und vor Kim, Korea, Walentin Rajtschew, Bulgarien und Catanalo, Italien;
- 1978, 1. Platz, Junioren-EM in Oulu, F, W, vor Gudgiew, UdSSR, Munkwitz, DDR, Sahin, Türkei, Walentin Rajtschew und Barkoczy, Rumänien;
- 1978, 1. Platz, Turnier in Athen, F, We, vor Iraklios Deskoulidis, Griechenland und L. Ordelli, Italien;
- 1978, 6. Platz, WM in Mexiko-Stadt, F, We, mit Siegen über Daniel Poza, Kuba, Edy Weber, Schweiz und Iraklios Deskoulidis und Niederlagen gegen Leroy Kemp, USA und Mohammed Mohebbi, Iran;
- 1979, 2. Platz, Großer Preis der BRD in Freiburg im Breisgau, F, We, hinter Reinhold Steingräber, DDR und vor Max Mongeon, Kanada, Rudolf Marro, Schweiz und Uwe Meumeister, DDR;
- 1979, 2. Platz, EM in Bukarest, F, We, mit Siegen über Sahin Dogu, Türkei, Istvan Feher, Ungarn, Kiro Ristow, Jugoslawien und Mussan Abdul-Muslimow, UdSSR und einer Niederlage gegen Alexandar Nanew, Bulgarien;
- 1979, 1. Platz, „Werner-Seelenbinder“-Turnier in Leipzig, F, We, vor Bruce Kinseth, USA, Gerald Brauer und Christoph Baunack, DDR;
- 1979, 2. Platz, WM in San Diego, F, We, mit Siegen über David McIntyre, Australien, Remi Myron, Israel, Bartl Brötzner, Österreich, Dschamtsyn Dawaadschaw, Mongolei und Nikolai Petrenko, UdSSr und einer Niederlage gegen Leroy Kemp;
- 1980, 1. Platz, EM in Prievidza, F, We, mit Siegen über Hannu Övermark, Finnland, Ricardo Niccolini, Italien, Rüdi Marro, Reinhold Steingräber und Guren Makarasachwili
- 1980, 1. Platz, Turnier in Bukarest, F, We, vor Niculae Petru und Marin Pirculabu, bde. Rumänien und Wassili Korenko, UdSSR;
- 1981, 2. Platz, Großer Preis der BRD in Freiburg, hinter Elbrus Korojew, UdSSR und vor Bernd Radschunat, DDR und Bajram Ceroni, Jugoslawien;
- 1981, 3.Platz, EM in Łódź, F, We, mit Siegen über Ionnis Goneas, Griechenland, Lubomir Holoubek, CSSR, Istvan Feher, Ryszard Scigalski, Polen und Barjam Ceroni und einer Niederlage gegen Elbrus Korojew;
- 1981, 1. Platz, Turnier in Bratislava, F, We, vor Bernd Radschunat und Josef Lohyna, CSSR;
- 1981, 1. Platz, EG-Meisterschaften, F, Mi, vor Günter Busarello, Österreich und Kerpes, Großbritannien;
- 1981, 1. Platz, WM in Skoplje, F, We, mit Siegen über Den Walker, Großbritannien, Max Mongeon, Georgios Polikronidis, Griechenland, T. Davajaav, Leroy Kemp und Walentin Rajtschew;
- 1982, 1. Platz, EM in Warna, F, We, vor Pekka Rauhala, Finnland, Juri Worobjow, UdSSR, Istvan Feher, Michael Kleinschmidt, DDR und Dan Karabín, CSSR;
- 1982, 11. Platz, WM in Edmonton, F, We, mit einem Sieg über Han, Korea und Niederlagen gegen Alexandar Nanew und Leroy Kemp;
- 1983, 1. Platz, Turnier in Clermont-Ferrand, F, We, vor Raymann, Polen und Lubomir Holoubek;
- 1983, 1. Platz, „Werner-Seelenbinder“-Turnier in Leipzig, F, We, vor Dan Karabín und Claudiu Tamaduiano;
- 1983, 3. Platz, WM in Kiew, F, We, mit Siegen über Tamaduianu, Alexandar Nanew, Damdingiin Bajaraa, Mongolei und Pekka Rauhala und einer Niederlage gegen David Schultz, USA;
- 1984, 2. Platz, EM in Jönköping, F, We, mit Siegen über Pekka Rauhale, Alcide Legrand, Frankreich, Burhan Sabancioglu, Türkei, Dan Karabin und einer Niederlage gegen Taram Magomedow, UdSSR;
- 1984, Silbermedaille, OS in Los Angeles, F, We, mit Siegen über Bogiatzis, Griechenland, Olawale, Nigeria, Bambe, Kamerun, Rajender Singh, Indien und Naomi Higuchi, Japan und einer Niederlage gegen David Schultz;
- 1985, 1. Platz, Großer Preis der BRD in Aschaffenburg, F, We, vor Lubomir Holoubek, Adlan Varaew, UdSSR, Uwe Mauksch und Cengiz, Türkei;
- 1985, 3. Platz, EM in Leipzig, F, We, mit Siegen über Uwe Mauksch, DDR, Variliadis, Griechenland, Rantala, Finnland, Domaschin, Rumänien und Sabancioglu und einer Niederlage gegen Padarew, Bulgarien;

## Deutsche Meisterschaften
- 1975, 2. Platz, F, Fe, hinter Eduard Giray, Schorndorf u. vor Detlef Schmengler, Witten
- 1977, 1. Platz, F, We, vor Hermann Lohr, Kelheim und Philip Hofem, Mainz,
- 1978, 1. Platz, F, We, vor Hermann Lohr und Herbert Sutter, Haslach im Kinzigtal,
- 1979, 1. Platz, F, We, vor Klaus Laier, Reilingen und Dieter Otto, Walheim,
- 1980, 1. Platz, F, We, vor Herbert Sutter und Franz Koch, Schorndorf,
- 1981, 1. Platz, F, We, vor Klaus Laier und Wolfgang Otto, Walheim,
- 1982, 1. Platz, F, We, vor Klaus Laier und Wolfgang Otto,
- 1983, 1. Platz, F, We, vor Klaus Laier und Wolfgang Otto,
- 1984, 1. Platz, F, We, vor Holger Bisch, Urloffen und Eugen Hirt, Gottmadingen,
- 1985, 1. Platz, F, We, vor Andreas Nutsch, Ebersbach an der Fils und Winfried Speicher, Heusweiler,
- 1986, 1. Platz, F, We, vor Ingo Manz, Witten und Peter Stark, Wiesental

## Weiterführende Literatur
- International Wrestling Database der Universität Leipzig,
- Fachzeitschrift Der Ringer, Nummern 09/78, 05/79, 09/79, 05/80, 05/81, 10/81, 05/06/82, 09/82, 05/83, 10/83, 05/84, 09/84 und 05/85
- Hundert Jahre Ringen in Deutschland, Verlag Der Ringer, Niedernberg, 1991, Seiten 186, 227 u. 228